# Axiom Segment

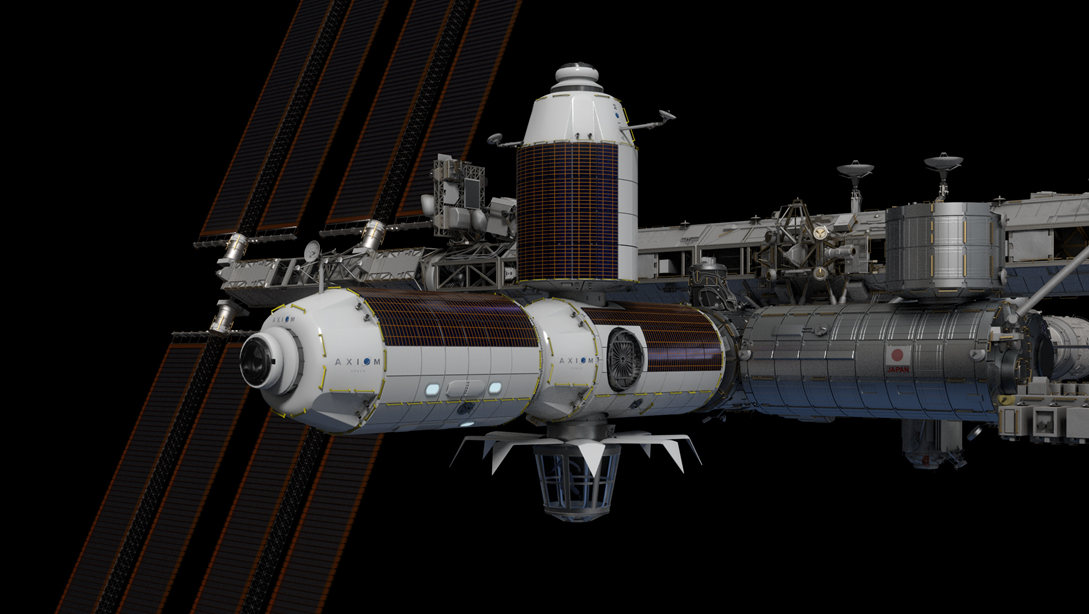
Konzeptionelle Darstellung des Axiom-Segments (im Vordergrund) an der ISS nach erstem Entwurf

Das Axiom Segment (auch Axiom Orbital Segment oder Axiom Commercial Segment) ist eine geplante Erweiterung der Internationalen Raumstation (ISS), bestehend aus mehreren privat betriebenen Raumstationsmodulen des Unternehmens Axiom Space. Das Unternehmen erhielt im Februar 2023 einen Auftrag über 140 Millionen Euro von der NASA, ein erstes neues Modul für die ISS zu entwickeln. Nach der Außerbetriebnahme der Raumstation soll das Axiom Segment den Grundstein für die private Raumstation Axiom Station bilden. Frühestens 2027 soll das erste Modul des Segments zur ISS gebracht werden.
Schon im Gründungsjahr 2016 veröffentlichte Axiom Space erste Entwürfe für ein ISS-Modul.

## Aufbau
Das Axiom Segment soll aus mindestens fünf verschiedenen Modulen bestehen. Das Interieur der Module, insbesondere der Quartiere für die Besatzungsmitglieder, wurde von dem französischen Designer Philippe Starck konzipiert. Erste Konzepte zeigen mit Polstern und hunderten von LEDs ausgestattete Wohnräume. Die ursprüngliche Planung, erst ein Habitat an die ISS zu koppeln und dann mit einem Power Thermal Module fortzufahren, wurde verworfen. Stattdessen soll mit dem Payload Power Thermal Module begonnen werden. Dadurch soll die Station zwei Jahre früher als geplant, von der ISS unabhängig funktionsfähig sein. Die Änderung in der Planung war erforderlich, da das zum Deorbit der ISS verwendete Raumschiff mehr Platz zum Andocken benötigen soll.

### Payload Power Thermal Module
Das Payload Power Thermal Module (AxPPTM) soll das erste Modul der Raumstation bilden. Die Hauptstruktur wird von Thales Alenia Space gebaut und soll frühestens im Herbst 2025 fertiggestellt werden. Die weitere Fertigung soll durch Axiom Space in Houston stattfinden. AxPPTM soll über Energie- und Thermalsysteme sowie Forschungsnutzlasten verfügen. Das Modul soll an einer der beiden Andockstellen, die für Versorgungsraumschiffe genutzt wird, andocken. Nach dem Ende der Nutzung der ISS soll das Modul abdocken.

### Hab One
Das Axiom Hab One (AxH1) soll nach dem AxPPTM zur Station hinzugefügt werden. Dazu soll es frühestens 2028 an dem bereits von der ISS getrennten AxPPTM andocken. Vier Besatzungsmitglieder sollen in dem Modul untergebracht werden und deren Quartiere mit je einem Fenster ausgestattet werden. Außerdem soll es Platz für Forschungsprojekte bieten. AxH1 soll über einen Andockplatz am Ende der Station für Raumfahrzeuge und weitere Module sowie vier radial angebrachte zum Anbringen weiterer Module verfügen. Das Modul soll etwa 11 m lang werden und einen Durchmesser von 4,2 m haben. Erste Teile des Moduls werden von Thales Alenia Space in Italien hergestellt.

### Airlock
Das Airlock Module (AxAL) soll dem ersten Habitat folgen und eine Luftschleuse für die Raumstation bilden.

### Hab Two
Mit dem Axiom Hab Two (AxH2) sollen vier weitere Plätze für Besatzungsmitglieder sowie vier Kopplungsmodule zum Segment hinzugefügt werden. Zusammen mit dem Hab One bildet es die Grundstruktur für das Axiom Segment mit Besatzungsquartieren und Forschungsräumen. Weiterhin soll AxH2 über Kommunikationssysteme verfügen.

### Research & Manufacturing Facility
Für die Axiom Research & Manufacturing Facility (AxRMF) wird das Multi-Purpose Logistics Module Raffaello von Axiom Space umgebaut und neu verwendet. Das Modul wurde ursprünglich in den späten 1990er Jahren gebaut und wurde seit der Ausmusterung der Space Shuttles im Jahr 2011 im Kennedy Space Center gelagert. Im April 2023 wurde es zum Umbau nach Ellington Field transportiert. Raffaello ist etwa 21 Fuß (6,4 m) lang und hat einen Durchmesser von 15 Fuß (4,57 m). Nach dem Umbau soll es als Forschungs- und Produktionseinrichtung Verwendung finden.

### Weitere Elemente

#### See-1
Das britische Unternehmen Space Entertainment Enterprise hat Axiom Space mit der Entwicklung und Konstruktion eines aufblasbaren Filmstudios im Weltraum beauftragt. Dieses Modul soll am Hab One angebracht werden und einen Durchmesser von etwa 20 Fuß (ca. 6 m) haben. SEE-1 soll nach der Installation des ersten Moduls von Axiom Space an der ISS angebracht werden.

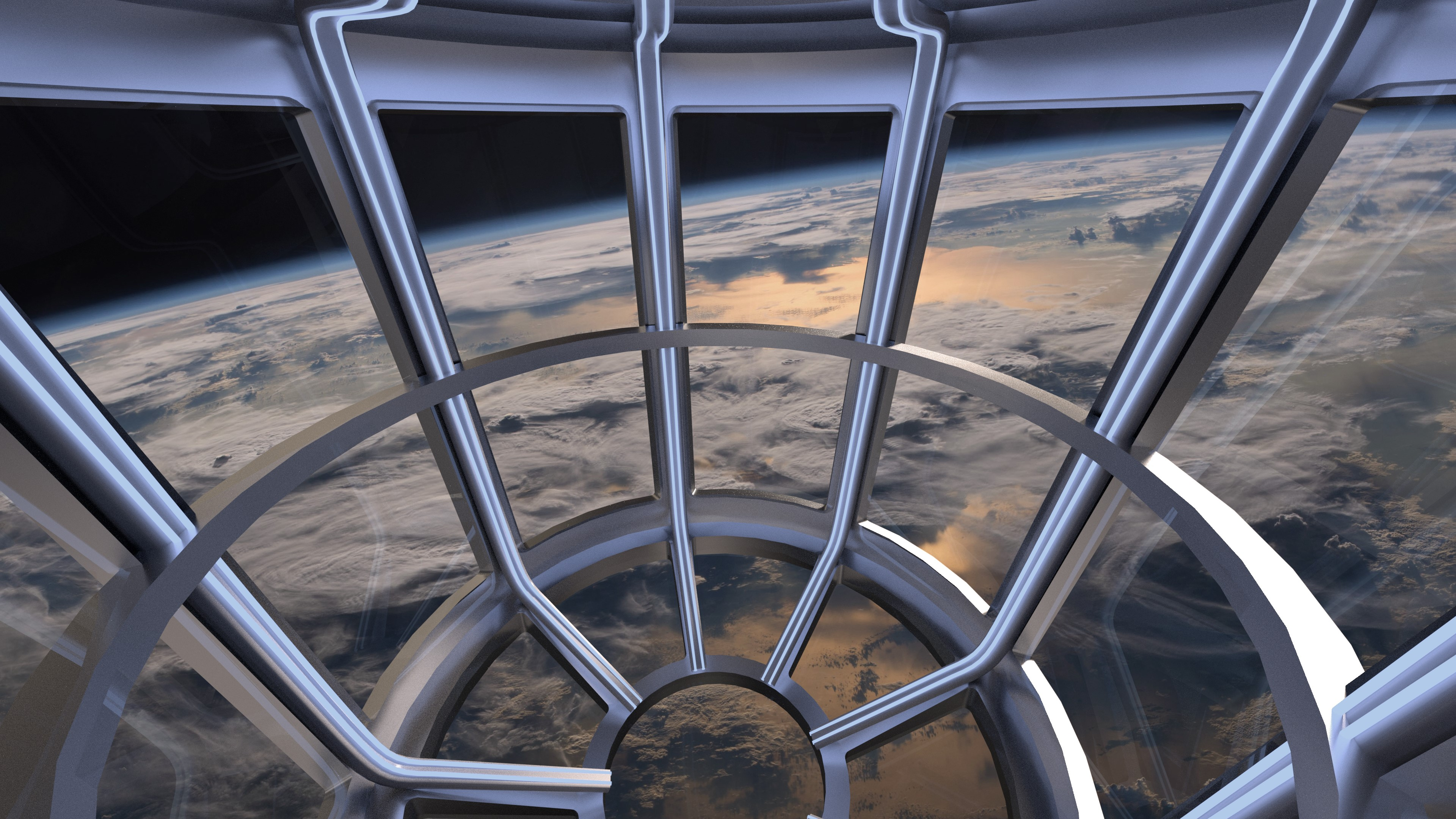
Illustration des Innenbereichs des Earth Observatory

Laut Space Entertainment Enterprise werde man das Studio benutzen, um einen Film mit Tom Cruise im Weltall zu drehen.

#### Earth Observatory
Das Axiom Segment soll auch mit einer gläsernen Kuppel ausgestattet werden. Wann dieses „Earth Observatory“ starten soll, ist noch unklar. Der aktualisierten Planung zufolge soll es in der AxRMF integriert sein.

## Installation
Ursprünglich war geplant, das erste Modul schon 2023 fertigzustellen und 2024 zur ISS zu transportieren. Der Start wurde erst auf 2025 und 2026 verschoben und wird schließlich frühestens 2027 geplant. Das erste Modul sollte ursprünglich an das Harmony-Modul der ISS angebracht werden. Diese Pläne wurden verworfen und stattdessen soll AxPPTM an einer Cargo-Andockstelle ankommen. Von diesem Modul ausgehend sollen dann alle weiteren Module zur Raumstation hinzugefügt werden.